# Ben Turner (wielrenner)
Ben Turner (Doncaster, 28 mei 1999) is een Brits wielrenner die anno 2022 rijdt voor INEOS Grenadiers.

## Overwinningen
2023
Ronde van Murcia
2025
3e etappe Ronde van Polen
Puntenklassement Ronde van Polen

## Resultaten in voornaamste wedstrijden
| Jaar | Ronde van Italië | Ronde van Frankrijk | Ronde van Spanje |
| ---- | ---------------- | ------------------- | ---------------- |
| 2022 |                  |                     | 72e              |
| 2023 |                  | opgave              |                  |
| 2024 |                  | 115e                |                  |
| 2025 | 120e             |                     |                  |

| Jaar | Milaan-San Remo | Gent-Wevelgem | Ronde van Vlaanderen | Parijs-Roubaix | Amstel Gold Race | Ronde van Lombardije | Brabantse Pijl |  | WK op de weg |
| ---- | --------------- | ------------- | -------------------- | -------------- | ---------------- | -------------------- | -------------- |  | ------------ |
| 2022 |                 | 28e           | 35e                  | 11e            | 87e              |                      | 5e             |  | 100e         |
| 2023 |                 | 53e           | opgave               |                |                  | opgave               |                |  | opgave       |
| 2024 |                 | 25e           | 38e                  | opgave         | 115e             | 110e                 |                |  |              |
| 2025 | 157e            | 25e           | 59e                  | 92e            |                  |                      |                |  |              |

## Ploegen
- 2018 –  Corendon-Circus
- 2019 –  Corendon-Circus
- 2021 –  Trinity Racing
- 2022 –  INEOS Grenadiers
- 2023 –  INEOS Grenadiers
- 2024 –  INEOS Grenadiers
- 2025 –  INEOS Grenadiers

Caluwé · Dekker · del Carmen Alvarado · Meeusen · Meisen · Rouiller · Ťoupalík · Turner · Vandebosch · Vandeputte · D. van der Poel · M. van der Poel · Vermeersch
Cortjens · De Bondt · Dekker · del Carmen Alvarado · Devolder · Eibl · Fagerhaug · Hansen · Jans · Janssens · Meeusen · Meisen · Merlier · Rickaert · Rouiller · Stallaert · Tulett · Turner · D. van der Poel · M. van der Poel · Vandeputte · van Trijp · Vergaerde · Vermeersch · Walsleben · Benoist (stagiair) · Clé (stagiair)
Amador · Bernal · Carapaz  · Castroviejo · De Plus · Dunbar · Fraile · Ganna   · Geoghegan Hart · E. Hayter · Heiduk · Kwiatkowski · Martínez · Narváez · Pidcock · Plapp · Porte ·  Puccio · Rivera · Rodriguez · Rowe · Sheffield · Sivakov · Swift · Thomas · Tulett · Turner · Van Baarle · Viviani · Wurf · Yates · L. Hayter (stagiair)